# Alexander Schleicher GmbH & Co

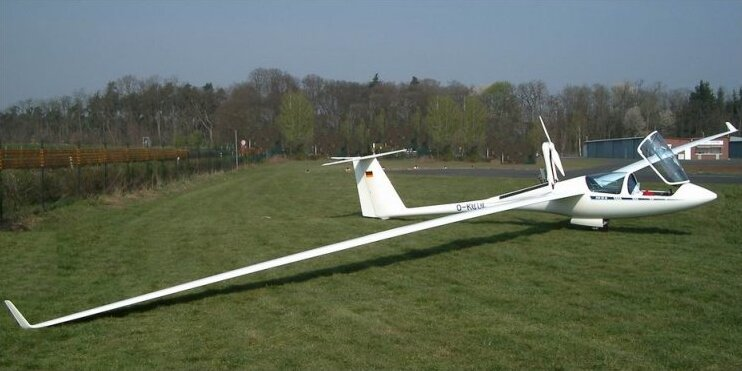
ASH 25M

Alexander Schleicher GmbH & Co is een zweefvliegtuigenproducent gevestigd in Poppenhausen, Duitsland. Er werken ongeveer 115 medewerkers en er worden circa 90 tot 100 zweefvliegtuigen per jaar geproduceerd. 65% van de vliegtuigen wordt naar het buitenland geëxporteerd.
Belangrijke vliegtuigtypes van deze fabrikant waren onder andere Rhönlerche, Ka 6, Ka 7, Ka 8, ASK 13, ASK 21, ASW 12, ASW 19, ASH 25. Veel van deze vliegtuigen waren mijlpalen in de ontwikkeling van het zweefvliegen en ze werden gebruikt voor wereldrecords. Tien wereldrecords (stand augustus 2005) zijn behaald met een ASH 25.
De type-aanduidingen van de toestellen beginnen met het voorvoegsel AS van Alexander Schleicher, de oprichter. Daarna komt de eerste letter van de achternaam van de ontwerper. De volgende ontwerpers hebben voor Schleicher vliegtuigen getekend:
- Rudolf Kaiser
- Gerhard Waibel
- Martin Heide
- Michael Greiner

De getallen lopen door, ongeacht wie de ontwerper is.

## Bestuur
- Oprichter: Alexander Schleicher (1901-1968)
- Bedrijfsleiders: Peter en Ulrich Kremer
- Oudste firmant: Edgar Kremer

## Geschiedenis
- 1927 Alexander Schleicher richt de fabriek op in Poppenhausen
- 1936 De fabriek telt 50 werknemers
- 1936 De fabriek telt 120 werknemers
- 1945-1951 Na de oorlog mogen er geen vliegtuigen meer gemaakt worden
- 2003 De oprijlaan naar het terrein van de firma wordt omgedoopt tot de Alexander-Schleicher-Straße

## Vliegtuigtypes

### Eenzitters
- Ka 1, Rhönlaus
- Ka 3
- Ka 5, Zugvogel 1
- Ka 6
- Ka 8
- Ka 9
- Ka 10
- ASW 12
- ASK 14, motorzwever
- ASW 15
- ASW 17
- ASK 18
- ASW 19
- ASW 20
- ASW 22
- ASK 23
- ASW 24
- ASH 26
- ASW 27
- ASW 28
- ASG 29
- ASH 31

### Tweezitters
- Ka 2, Rhönschwalbe
- Ka 4, Rhönlerche
- Ka 7, Rhönadler
- ASK 13
- ASK 16, motorzwever
- ASK 21
- ASH 25
- ASH 30
- ASG 32